# Teodorico V d'Olanda
Teodorico V d'Olanda, in olandese Dirk V van Holland (1050/55 – 17 giugno 1091), fu l'ottavo (settimo secondo gli Annales Egmundani) conte d'Olanda dal 1061 alla sua morte.

## Origine
Figlio primogenito del settimo conte d'Olanda, Fiorenzo I e della moglie, Gertrude di Sassonia (1028 - †1113), che era figlia di Bernardo II di Sassonia e di Eilika di Schweinfurt.
Fiorenzo I d'Olanda era il figlio secondogenito del quinto Conte d'Olanda, Teodorico III e della moglie, Otelinda di Sassonia ( † 1043/44), figlia del duca di Sassonia, che era la figlia di Bernardo I (973-1011), margravio della Marca del Nord e conte di Haldensleben e di Ildegarda di Stade della dinastia Odoniana († 1011).

## Biografia
Suo padre, Fiorenzo I morì il 28 giugno 1061 mentre stava rientrando alla propria dimora dopo organizzato una spedizione contro i nemici che avevano ucciso ilfratello Teodorico IV. Dopo aver riportato una vittoria, colto da stanchezza, decise di riposare all'ombra di alcuni alberi, in una località detta Hamerth (oggi Nederhemert). Mentre stava dormendo fu assalito di sorpresa dai nemici, non riuscendo a salire sul cavallo per fuggire, fu ucciso, insieme a molti di coloro che erano con lui. Il corpo esanime di Fiorenzo fu portato a Egmond e fu inumato nell'abbazia di Egmond.
Dopo la morte del padre, Fiorenzo I, Teodorico gli succedette come Teodorico V, conte d'Olanda,.
Dato che Teodorico era ancora minorenne, la madre, Gerberga ne assunse la tutela ed esercitò la reggenza, e che, dopo due anni, nel 1063, si sposò in seconde nozze con Roberto di Fiandra, che governò la contea, per conto del figliastro; Roberto di Fiandra, era il figlio terzogenito di Baldovino V, conte delle Fiandre, e della sorella del re di Francia, Enrico I, Adele di Francia. Roberto era cognato di Guglielmo I d'Inghilterra, marito di sua sorella, Matilde.
Il vescovo di Utrecht, Guglielmo I di Utrecht, data la minore età del conte, chiese a Enrico IV, Rex Romanorum e imperatore, l'autorità sulla contea d'Olanda. Ottenne l'aiuto del Duca della Bassa Lorena, Goffredo il Gobbo, per scacciare Teodorico V e la madre dall'Olanda. L'imperatore Enrico IV col documento nº 86 dell'Oorkondenboek Holland giustifica l'operato del vescovo ricordando come, anni prima, suo nonno, Teodorico III aveva sottratto quei territori al vescovo di Utrecht, Adalboldo II o Etelboldo II.
Teodorico V con la madre ed il patrigno, si ritirarono nelle isole della Frisia; per questo, il patrigno, Roberto, da Orderico Vitale venne denominato Roberto il Frisone .
Nel 1071 infine, venne sconfitto definitivamente da Goffredo il Gobbo.
Sempre nel 1071, il suo patrigno, Roberto, nella battaglia di Cassel, che si concluse con la morte di suo nipote Arnolfo III, conte di Fiandra e la cacciata dalla contea di Fiandra della madre, Richilde, e del fratello minore di Arnolfo III, Baldovino II di Hainaut; Roberto, dopo aver ottenuto la vittoria, conquistò tutte le Fiandre, divenendo conte di Fiandra.
Nel 1072, Goffredo il Gobbo portò distruzioni in tutta la Frisia.
Goffredo il Gobbo, che era marito della contessa Matilde di Canossa, fu ucciso, nel 1075, mentre si trovava alla latrina, da un servo di Teodorico V.
Teodorico, ormai maggiorenne, cercò di riconquistare la sua contea, riuscendo a farlo solo nel 1076, dopo che, nel 1075, a Guglielmo era succeduto il vescovo Corrado: il giovane Teodorico, con l'aiuto del suo patrigno, Roberto, attaccò e incendiò Islemunde, dove si trovava Corrado ed il suo esercito, lo sconfisse rientrando in possesso della contea che era stata di suo padre, goverandola in pace per altri quindici anni. Dopo averlo imprigionato, liberò il vescovo, Corrado che tornò alle sue funzioni religiose.
Teodorico morì il 17 giugno 1091, fu tumulato nell'abbazia di Egmond vicino al padre Fiorenzo I e gli succedette il figlio Fiorenzo.

## Matrimonio e discendenza
Teodorico V, prima del 1083, aveva sposato Otelinda (circa 1054- circa 1125), che era originaria della Sassonia, figlia del prepotente duca di Sassonia.
.
Otelinda morì il 18 novembre e fu tumulata, accanto al marito, nell'abbazia di Egmond. Teodorico V da Otelinda ebbe due figli:
- Fiorenzo[27] ( † 1121), conte d'Olanda[28];
- Matilde[27].

## Ascendenza
|                         |                        |                          | Genitori                |  |  | Nonni |  |  | Bisnonni         |  |  | Trisnonni             |  |
|                         |                        |                          |                         |  |  |       |  |  | Arnolfo d'Olanda |  |  | Teodorico II d'Olanda |  |
|                         |                        |                          |                         |  |  |       |  |  | Arnolfo d'Olanda |  |  | Teodorico II d'Olanda |  |
|                         |                        | Hildegarda di Fiandra    |                         |  |  |       |  |  | Arnolfo d'Olanda |  |  |                       |  |
| Teodorico III d'Olanda  |                        |                          |                         |  |  |       |  |  | Arnolfo d'Olanda |  |  |                       |  |
|                         |                        | Liutgarda di Lussemburgo | Sigfrido di Lussemburgo |  |  |       |  |  |                  |  |  |                       |  |
|                         |                        | Liutgarda di Lussemburgo | Sigfrido di Lussemburgo |  |  |       |  |  |                  |  |  |                       |  |
|                         |                        | Liutgarda di Lussemburgo | Edvige di Nordgau       |  |  |       |  |  |                  |  |  |                       |  |
| Fiorenzo I d'Olanda     |                        | Liutgarda di Lussemburgo |                         |  |  |       |  |  |                  |  |  |                       |  |
|                         |                        | Bernardo I di Sassonia   | Ermanno di Sassonia     |  |  |       |  |  |                  |  |  |                       |  |
|                         |                        | Bernardo I di Sassonia   | Ermanno di Sassonia     |  |  |       |  |  |                  |  |  |                       |  |
|                         |                        | Bernardo I di Sassonia   | Oda Billunger           |  |  |       |  |  |                  |  |  |                       |  |
| Otelinda di Sassonia    |                        | Bernardo I di Sassonia   |                         |  |  |       |  |  |                  |  |  |                       |  |
|                         |                        | Ildegarda di Stade       | Enrico I di Stade       |  |  |       |  |  |                  |  |  |                       |  |
|                         |                        | Ildegarda di Stade       | Enrico I di Stade       |  |  |       |  |  |                  |  |  |                       |  |
|                         |                        | Ildegarda di Stade       | Ildegarda di Reinhausen |  |  |       |  |  |                  |  |  |                       |  |
| Teodorico V d'Olanda    |                        | Ildegarda di Stade       |                         |  |  |       |  |  |                  |  |  |                       |  |
|                         | Bernardo I di Sassonia | Ermanno di Sassonia      |                         |  |  |       |  |  |                  |  |  |                       |  |
|                         | Bernardo I di Sassonia | Ermanno di Sassonia      |                         |  |  |       |  |  |                  |  |  |                       |  |
|                         | Bernardo I di Sassonia | Oda Billunger            |                         |  |  |       |  |  |                  |  |  |                       |  |
| Bernardo II di Sassonia | Bernardo I di Sassonia |                          |                         |  |  |       |  |  |                  |  |  |                       |  |
|                         |                        | Ildegarda di Stade       | Enrico I di Stade       |  |  |       |  |  |                  |  |  |                       |  |
|                         |                        | Ildegarda di Stade       | Enrico I di Stade       |  |  |       |  |  |                  |  |  |                       |  |
|                         |                        | Ildegarda di Stade       | Ildegarda di Reinhausen |  |  |       |  |  |                  |  |  |                       |  |
| Gertrude Billung        |                        | Ildegarda di Stade       |                         |  |  |       |  |  |                  |  |  |                       |  |
|                         |                        | Enrico di Schweinfurt    | Bertoldo di Schweinfurt |  |  |       |  |  |                  |  |  |                       |  |
|                         |                        | Enrico di Schweinfurt    | Bertoldo di Schweinfurt |  |  |       |  |  |                  |  |  |                       |  |
|                         |                        | Enrico di Schweinfurt    | Eilika di Walbeck       |  |  |       |  |  |                  |  |  |                       |  |
| Eilika di Schweinfurt   |                        | Enrico di Schweinfurt    |                         |  |  |       |  |  |                  |  |  |                       |  |
|                         |                        | Gerberga di Gleiberg     | Eriberto di Wetterau    |  |  |       |  |  |                  |  |  |                       |  |
|                         |                        | Gerberga di Gleiberg     | Eriberto di Wetterau    |  |  |       |  |  |                  |  |  |                       |  |
|                         |                        | Gerberga di Gleiberg     | Irmtrud di Avalgau      |  |  |       |  |  |                  |  |  |                       |  |
|                         |                        | Gerberga di Gleiberg     |                         |  |  |       |  |  |                  |  |  |                       |  |